# Parafia Wszystkich Świętych w Nowym Brzesku
Parafia Wszystkich Świętych – parafia rzymskokatolicka w Nowym Brzesku. Należy do dekanatu proszowickiego diecezji kieleckiej. Założona w XIII wieku. Mieści się przy ulicy Piłsudskiego. Duszpasterstwo w niej prowadzą księża diecezjalni.